# B.o.B
Pour les articles homonymes, voir Bob.
Ne doit pas être confondu avec B.O.B..
B.o.B, de son vrai nom Bobby Ray Simmons, Jr. (né le 15 novembre 1988 à Winston-Salem, en Caroline du Nord), est un rappeur, auteur-compositeur-interprète, et producteur américain. Il est actuellement sous contrat avec les labels Grand Hustle Records, Rebel Rock Entertainment et Atlantic Records.
B.o.B se popularise rapidement grâce à son single Nothin' on You, qui atteint la première place aux États-Unis et au Royaume-Uni. Il publie ensuite son troisième single Airplanes, qui atteint également plusieurs classements musicaux. Le premier album de B.o.B, The Adventures of Bobby Ray, qui est précédé par deux extended plays (EPs) et plusieurs mixtapes, est publié le 27 avril 2010. L'album atteint la première place des classements Billboard, puis est certifié disque d'or par la Recording Industry Association of America (RIAA). Plus tard la même année, B.o.B est élu neuvième « Hottest MC in the Game de 2010 » par MTV.
B.o.B publie son deuxième album Strange Clouds le 1er mai 2012. Strange Clouds contient six singles, quatre étant classés à l'international. La chanson homonyme, Strange Clouds, est classé au Billboard Hot 100. Les singles So Good, Both of Us et Out of My Mind, font de même, le premier étant certifié disque de platine par la RIAA. L'album, lui, débute cinquième du Billboard 200. Son troisième album Underground Luxury, est publié en décembre 2013, et contient le single HeadBand. En août 2015, B.o.B publie un quatrième album inattendu, Psycadelik Thoughtz, en distribution numérique, sans promotion. Depuis 2013, B.o.B travaille sur une compilation chez Grand Hustle, et prévoit la publication d'un EP entièrement rock, ainsi qu'un album collaboratif avec T.I.. Début 2016, il fait l'objet de critiques et de moqueries dans les médias américains après avoir tenté littéralement de démontrer que la Terre est plate.

## Biographie

### Jeunesse et débuts (1988–2006)

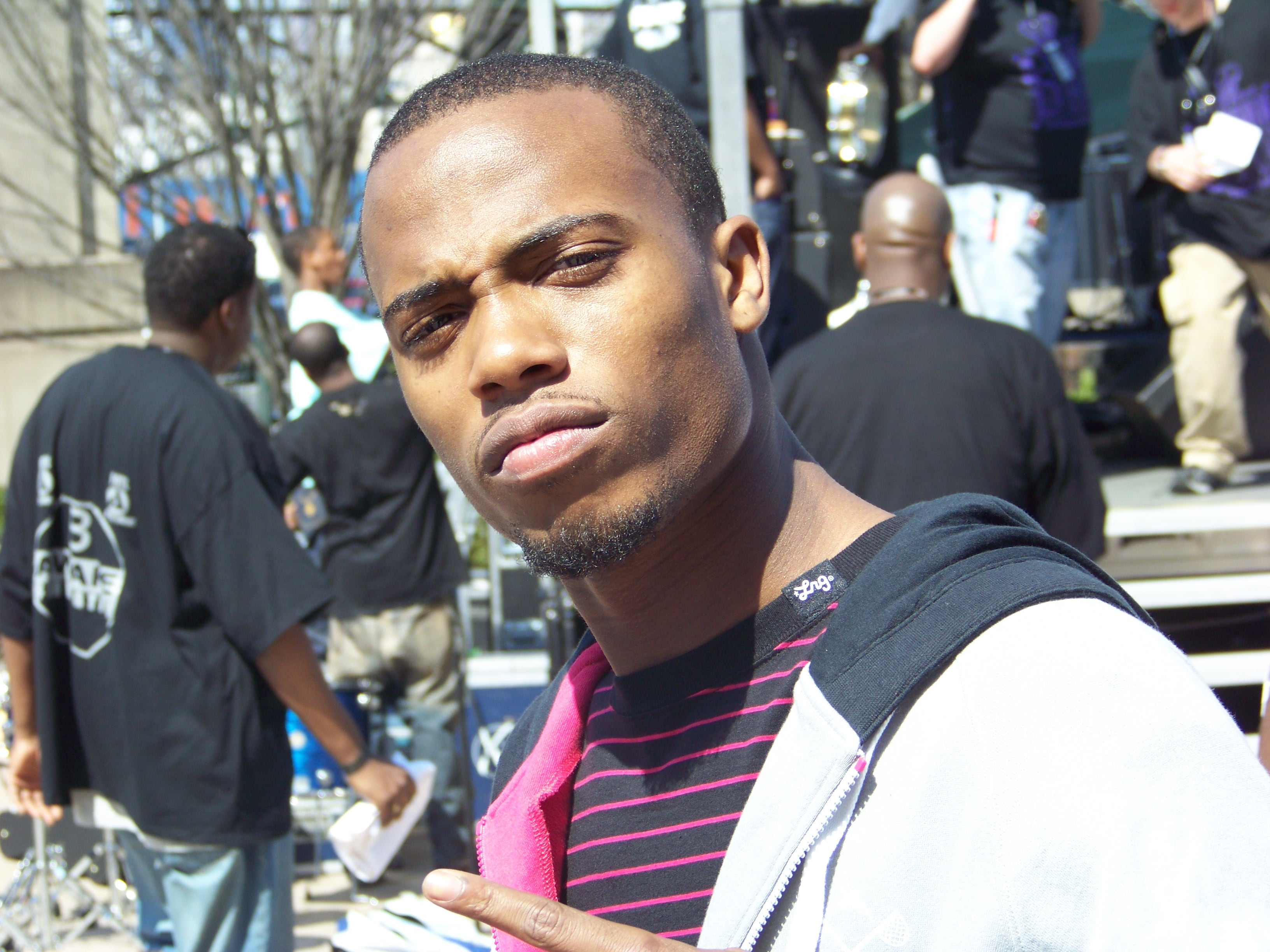
B.o.B à Atlanta, Géorgie en 2008.

Bobby Ray Simmons, Jr. naît le 15 novembre 1988, à Winston-Salem, en Caroline du Nord. Il joue de la trompette depuis l'école primaire jusqu'au lycée,. Ses parents souhaitant qu'il continue ses études, Simmons en décide autrement et décide de poursuivre une carrière dans la musique. Son père, pasteur, désapprouve le choix de son fils, jusqu'à ce qu'il découvre que son fils se sert de la musique pour s'extérioriser et créer. Simmons explique plus tard concernant ses parents : « ils m'ont toujours encouragé. Il m'ont offert ma première boîte à rythmes et m'ont aidé à payer certains instruments ici et là. Mais c'était assez dur pour eux de comprendre ce que je souhaitais accomplir. »
En 2002, après avoir rencontré son mentor et manager B- Rich à 14 ans, B.o.B vend son premier beat à l'ancien membre du label Slip-N-Slide Citti, pour une chanson intitulée I'm the Cookie Man. Entretemps, B.o.B continue à jouer en open mics et dans des soirées underground. En 2006, du fait qu'il soit mineur, B- Rich aide à faire rentrer B.o.B au Club Crucial, une boîte de nuit dirigée par le rappeur T.I.. Ici, B.o.B y chante son titre Cloud 9. T.J. Chapman, producteur et CEO de TJ's DJ's, y assiste. Chapman décide de manager B.o.B, et le fait signer un mois plus tard au label Atlantic Records, et à son label connexe Rebel Rock, dirigé par le producteur Jim Jonsin. Son premier single chez Atlantic, Haterz Everywhere en 2007, atteint le top cinq du classement Bubbling Under R&B/Hip-Hop Singles de Billboard,. En dehors de sa carrière solo, B.o.B est membre d'un groupe de production/rap appelé HamSquad, aux côtés de Playboy Tre, DJ Swatts, DJ Smooth, Moss B, B-Rich et TJ Chapman.

### Popularisation et mixtapes (2007–2008)

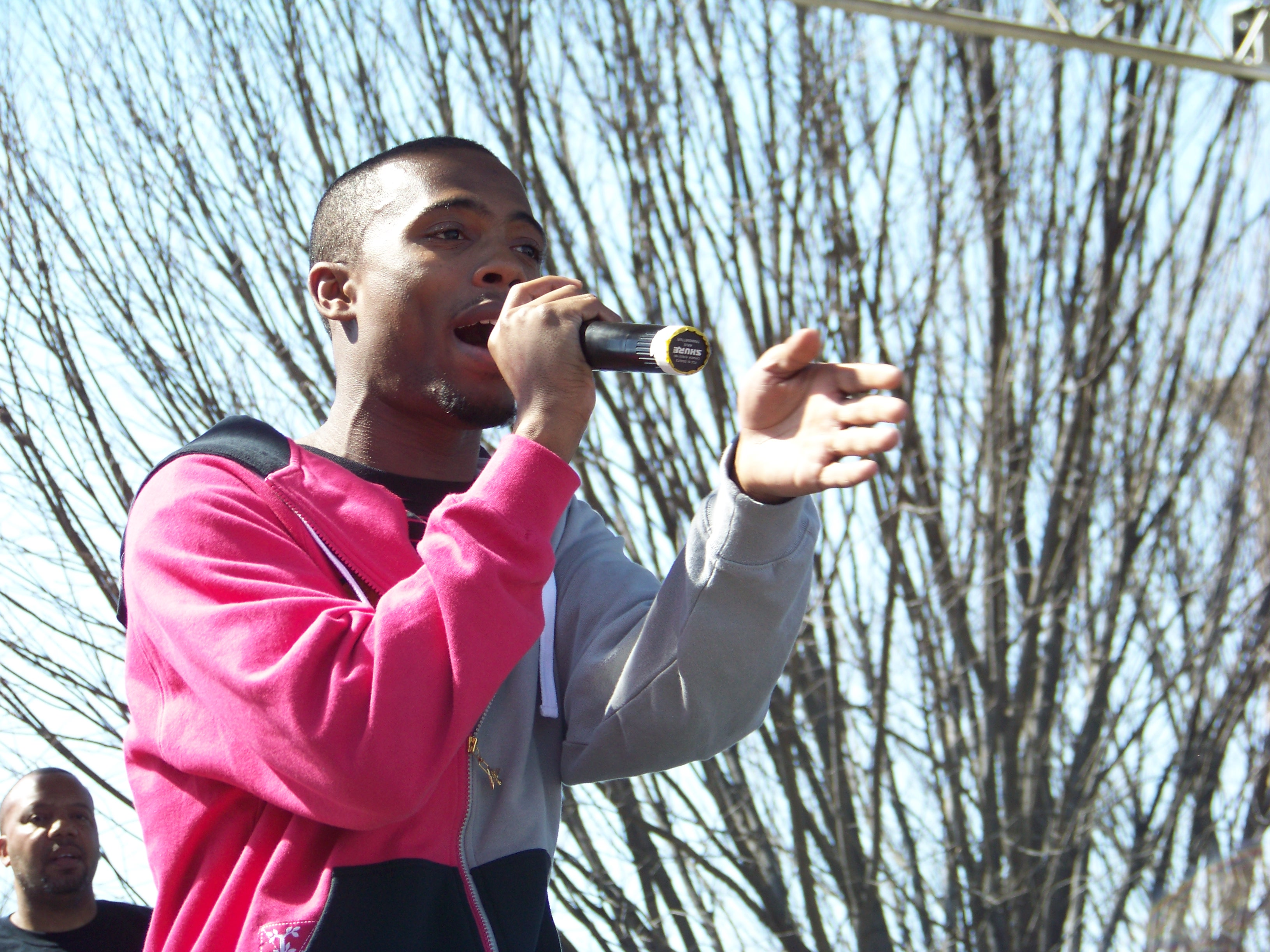
B.o.B, sur scène à Atlanta en 2008.

B.o.B se popularise au début de l'année 2007. Le single underground Haterz Everywhere en featuring avec Wes Fif, popularise le rappeur et atteint la 5e place des Billboard Bubbling Under Hot 100 Singles. Le remix de Haterz Everywhere en featuring avec Rich Boy, est utilisé dans le jeu vidéo Fight Night: Round 4, et un clip l'accompagnera par la suite. Un autre single, I'll Be in the Sky, est publié en 2008 et atteint la 15e place du même classement. About.com considère cette chanson comme « intelligente, funk, et représente un grand prélude de cet album », et le classe 13e de son top 100 des meilleures chansons de rap en 2008. Une autre chanson produite par B.o.B intitulée Generation Lost, atteint la 32e place de ce classement. Il est suivi par un autre single, Don't Let Me Fall. B.o.B fait sa première véritable apparition sur l'album à succès de T.I., Paper Trail (2008), avec la chanson On Top of the World, aux côtés du rappeur Ludacris.
En 2008, B.o.B est annoncé en couverture du magazine XXL, aux côtés d'Asher Roth, Charles Hamilton et Wale. En octobre 2008, B.o.B apparait en couverture du magazine Vibe aux côtés des mêmes jeunes talents,. Entre 2007 et 2008, B.o.B publie quatre mixtapes ; The Future (2007), Cloud 9 (2007), Hi! My Name is B.o.B (2008) Who the F#*k is B.o.B? (2008) et deux EPs ; Eastside (2007), 12th Dimension (2008).

### Succès etThe Adventures of Bobby Ray(2008–2010)

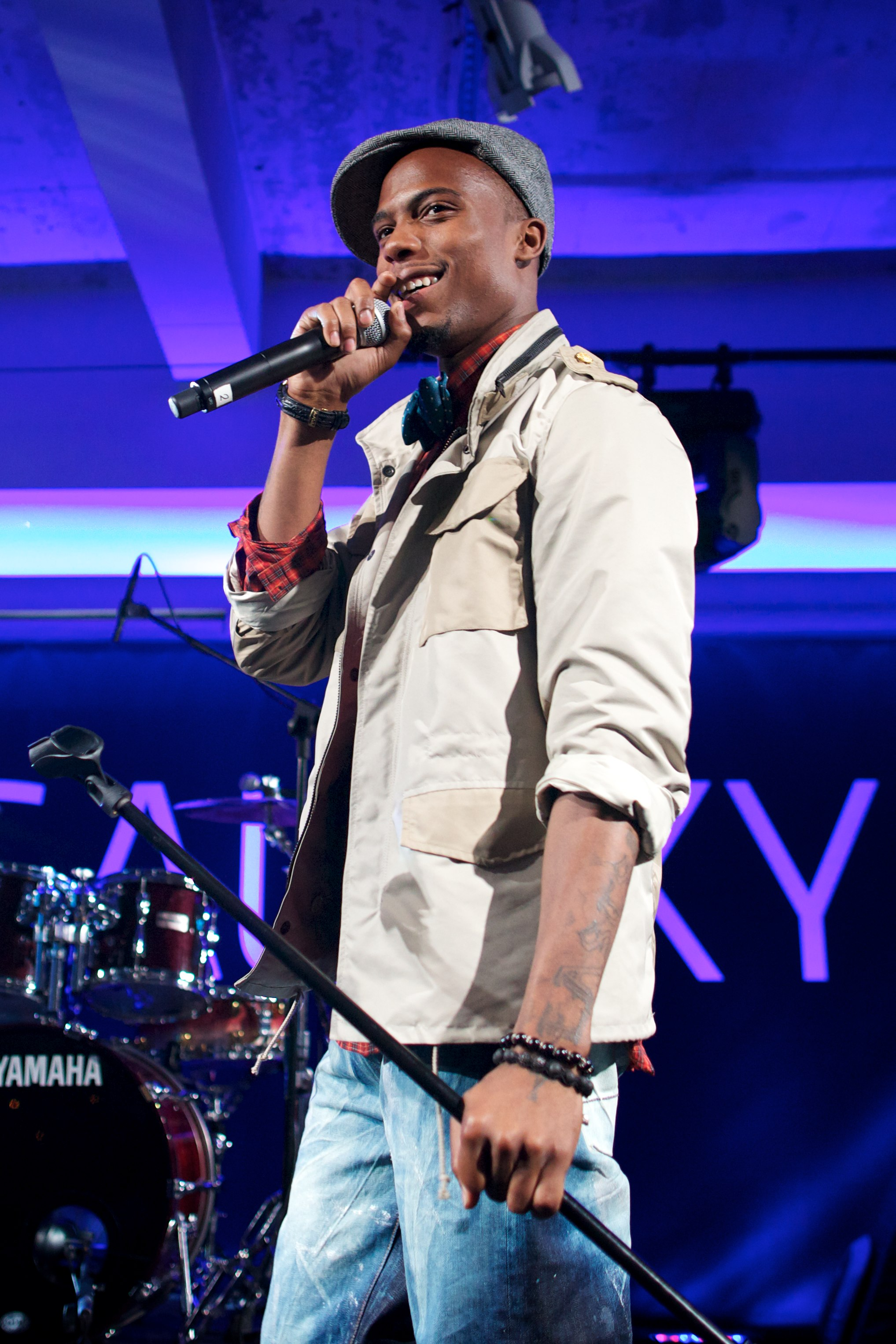
B.o.B sur scène en juillet 2010.

En 2008, B.o.B est annoncé en couverture du magazine XXL de 2009, aux côtés des rappeurs Asher Roth, Wale, Kid Cudi, Charles Hamilton, Cory Gunz, Blu, Mickey Factz, Ace Hood et Curren$y,. En février 2009, B.o.B compose une chanson Auto-Tune pour le jeu vidéo Grand Theft Auto: The Lost and Damned. Le 16 mai 2009, B.o.B publie une reprise du titre Mr. Bobby de Manu Chao, et souhaite se faire connaitre sous le nom de Bobby Ray : « Maintenant je m'appelle Bobby Ray. Rappelez-vous de Bobby Ray. Ma musique prend une nouvelle tournure – elle devient gratuit et ne se limite pas qu'à un seul genre. Je n'en sens pas le besoin [...], »
Le 22 juin 2009, B.o.B publie sa cinquième mixtape, intitulée B.o.B vs. Bobby Ray. La mixtape, une suite de T.I. vs. T.I.P. (2007) de T.I., est produite par Fury et B.o.B. Elle contient également une chanson produite par Red Spyda, Fly Like Me, et une autre intitulée Put Me On. La chanson est disponible uniquement et exclusivement pour les acheteurs du Reebok Classic Remix chez Foot Locker,. Durant l'été 2009, B.o.B se joint aux rappeurs Kid Cudi et Asher Roth pour la tournée The Great Hangover,.
Le 13 janvier 2010, B.o.B annonce son premier album, sous le titre initial de The Adventures of Bobby Ray, prévu pour le 25 mai 2010. Pour la promotion de l'album, B.o.B annonce une mixtape intitulée May 25, la date de publication pour son album. May 25 est publiée le 1er février 2010, et est félicitée par la presse spécialisée. La mixtape fait participer J. Cole, Asher Roth, Playboy Tre, Charles Hamilton et Bruno Mars. Ce dernier participe au single Nothin' on You. Grâce au succès de la mixtape May 25 et du single Nothin' on You, la date de publication de son premier album est avancée au 27 avril 2010. Trois autres singles suivent : Don't Let Me Fall (le 6 avril 2010), Airplanes (le 13 avril 2010 ; en featuring avec Hayley Williams), et Bet I (le 20 avril 2010 ; en featuring avec T.I. et Playboy Tre).
B.o.B Presents: The Adventures of Bobby Ray est publié au label Atlantic et fait participer Lupe Fiasco, T.I., Playboy Tre, Hayley Williams, Rivers Cuomo, Ricco Barrino, Janelle Monáe et Bruno Mars. L'album, est publié comme prévu le 27 avril 2010, et est bien accueilli par la presse spécialisée. Il se vend à 84 000 exemplaires la première semaine, et atteint la première place du Billboard 200. En juillet, B.o.B annonce une tournée appelée The SHOOTiN for Stars Tour. Les dates sont publiées sur son site le 13 juin. Airplanes est inclus dans la bande-annonce du film Charlie St. Cloud et son single Magic dans une publicité pour Adidas. B.o.B est annoncé aux MTV Video Music Awards organisés le 18 août 2010. Il jouera aux côtés d'Eminem, Linkin Park, Kanye West, Drake, Usher, Paramore, Florence and the Machine, et Justin Bieber. Le 14 août 2010, Hayley Williams annonce sur l'Official Paramore Fan Club la présence de B.o.B à la tournée britannique de Paramore en novembre. B.o.B joue également à la tournée The Home and Home Tour avec Eminem et Jay-Z au Comerica Park. B.o.B joue également au MTV Unplugged où il reprend le titre Kids de MGMT, avec Robin Thicke, Melanie Fiona, et Janelle Monae. B.o.B participe également au Lollapalooza en 2010. B.o.B participe aux MTV Video Music Awards le 12 septembre 2010.

### Strange Clouds(2011–2012)
Jessie J publie un single avec B.o.B, intitulé Price Tag, le 30 janvier 2011. Le 22 mars 2011, Electronic Arts lance un premier trailer pour le jeu Crysis 2 qui contient la chanson New York New York. La chanson apparait par la suite dans son intégralité dans la huitième mixtape de B.o.B, E.P.I.C. (Every Play Is Crucial), qui fait participer Mike Caren à la production de la chanson. Au début de 2011, Tyler, The Creator publie la chanson Yonkers  dans laquelle il insulte ouvertement B.o.B. En réponse, le 25 mars, B.o.B publie No Future, une chanson qui vise Tyler et son groupe. En juin 2011, B.o.B produit une chanson de l'album All 6's and 7's de Tech N9ne. La chanson intitulée Am I a Psycho? fait participer le rappeur Hopsin, qui semble également avoir des problèmes avec Tyler, the Creator. B.o.B participe au remix officiel du titre de Kesha Blow, publié sur iTunes le 17 mai 2011,.
Durant l'été 2011, B.o.B est annoncé sur la marque de vêtement A.K.O.O de T.I,,. Le 27 août 2011, une vidéo est publiée sur YouTube montrant B.o.B jouant la chanson Strange Clouds à la Colorado State University, qu'il annonce en featuring avec Lil Wayne. B.o.B annonce pour la première fois son deuxième album au Daily Orange de la Syracuse University,. Le 23 septembre 2011, il publie une vidéo sur son site officiel du titre Strange Clouds. Le single « giltre » sur Internet avant sa sortie officielle le 25 septembre, ce qui le mène à être publié sur iTunes le 27 septembre.
En 2012, il travaille aux côtés des OneRepublic sur une chanson qu'il considère « la chanson de 2012 avec quelqu'un qui ne participe jamais à aucune chanson. » Le 15 novembre 2011, B.o.B révèle une future mixtape, E.P.I.C. (Every Play Is Crucial) avant la sortie de son album. La mixtape est publiée le 28 novembre 2011, et fait participer Eminem, Mos Def, Roscoe Dash, Meek Mill, et Bun B, ainsi que Ryan Tedder à Lil C et Jim Jonsin.

### Underground LuxuryetNo Genre(2012–2014)
Le 15 novembre 2012, B.o.B publie sa neuvième mixtape, Fuck 'Em We Ball. La mixtape fait participer T.I., Juicy J, Mac Miller, Playboy Tre, Snoop Lion, Spodee et Iggy Azalea. La mixtape contient également un single, We Still in This Bitch. Au début de décembre, B.o.B révèle à MTV la publication prochaine d'un EP orienté rock : « Ca fait longtemps que je voulais publier du rock. Ca fait un moment que je joue avec mon groupe, [...]. »
Le 4 avril 2013, B.o.B révèle la publication prochaine de son troisième album avant l'EP rock. Le 22 avril 2013, B.o.B est annoncé aux côtés de Wiz Khalifa, A$AP Rocky, Trinidad James, Joey Bada$$, et Smoke DZA, pour la tournée Under the Influence. La tournée débute le 27 juillet 2013. En mai 2013, B.o.B publie une vidéo de son titre Through My Head réalisée par Ricardo de Montreuil. Le 13 mai 2013, Funkmaster Flex diffuse HeadBand (en featuring avec 2 Chainz), le single extrait d'Underground Luxury.
Underground Luxury débute 22e du Billboard 200, avec 35 000 exemplaires écoulés aux États-Unis.

### Psycadelik ThoughtzetElements(depuis 2015)
Le 14 août 2015, B.o.B sort un quatrième album, Psycadelik Thoughtz en distribution numérique, incluant des collaborations avec Jon Bellion et Sevyn Streeter. La sortie de l'album, arrivant deux jours seulement après son annonce par B.o.B, et avec très peu de publicité, crée la surprise dans le milieu.
Le 25 janvier 2016, après avoir publié une photo de lui sur un paysage de glace, le rappeur conteste l'idée que la Terre est ronde. Entièrement convaincu que la Terre est plate, il inonde son compte Twitter de photos de nuages, d'étoiles et de paysages dans le but de prouver sa théorie. L'astrophysicien Neil deGrasse Tyson s'engage alors dans un débat houleux avec le rappeur, qui finit par enregistrer un morceau intitulé Flatline (« la ligne plate », faisant également référence à un électrocardiogramme) adressé à Tyson, dans lequel il réitère ses arguments. Tout au long de la chanson, B.o.B s'étend également sur diverses théories du complot, parlant d'un « culte appelé science » et du négationniste David Irving. Neil deGrasse Tyson lui répond à son tour par l'intermédiaire d'un morceau de rap, interprété par son neveu ainsi que par un passage à la télévision où il réfute les arguments de B.o.B.
L'album Elements marquera un tournant dans la carrière de B.o.B. Celui-ci sera composé de 4 mixtapes sorties séparéments, produites et écrites par lui-même. Le 4 décembre 2015 sort W.A.T.E.R. (We Are The Enemy Really) comportant 8 titres. Le 18 janvier 2016 sort F.I.R.E. (False Idols Ruin Egos) comportant 9 titres. Le 22 avril 2016 sort E.A.R.T.H. (Educational Avatar Reality Training Habitat) comportant 10 titres. Le 29 août 2016 sort A.I.R. (Art Imitates Reality) comportant 11 titres. Les mixtapes de B.o.B critiquent beaucoup le gouvernement et d'autres théorie du complot. Elles sont musicalement très variées et c'est ce qui fait leur force. On se demande comment il peut produire lui-même autant de musiques si différentes, aucun doute qu'il y a un travail énorme derrière tout ça. Malgré ça, les critiques fusent dès la sortie de E.A.R.T.H. à cause de sa fameuse théorie de la terre plate. Les mixtapes sont donc très controversées. Pendant tout ce travail, B.o.B aura quand même le temps de sortir une mixtape en collaboration avec Scotty ATL, le 1er mars 2016, intitulée Live and Direct.

## Vie personnelle
En 2015, B.o.B a eu une relation avec l'artiste américaine Sevyn Streeter. Mais après une romance de neuf mois, le couple se sépare définitivement.

## Discographie
- 2010 : B.o.B Presents: The Adventures of Bobby Ray
- 2012 : Strange Clouds
- 2013 : Underground Luxury
- 2015 : Psycadelik Thoughtz
- 2016 : Elements
- 2017 : Ether
- 2018 : The Upside Down
- 2018 : NAGA